# Odone Fattiboni
Odone Fattiboni, anche noto come Odo Bonaecasae oppure Odo, Oddo, Otto, Ottone Fattiboni (... – 1162), è stato un cardinale e vescovo cattolico italiano.

## Biografia
Nacque a Roma da famiglia aristocratica.
Papa Innocenzo II lo creò cardinale diacono nel concistoro del 1130 con il titolo di San Giorgio in Velabro.
Nel 1145 divenne cardinale protodiacono.
Nel 1155 fu nominato vescovo di Cesena.
Morì nel 1162, ma dove non è noto.

## Conclavi
Durante il suo periodo di cardinalato partecipò alle seguenti elezioni papali:
- Elezione papale del 1143, che elesse papa Celestino II
- Elezione papale del 1144, che elesse papa Lucio II
- Elezione papale del 1145, che elesse papa Eugenio III
- Elezione papale del 1153, che elesse papa Anastasio IV
- Elezione papale del 1154, che elesse papa Adriano IV
- Elezione papale del 1159, che elesse papa Alessandro III